# Brigades Jihad Jibril
Les Brigades Jihad Jibril (àrab: كتائب جهاد جبريل, Katāʾib Jihād Jibrīl) són la branca paramilitar del Front Popular per a l'Alliberament de Palestina-Comandament General (FPAP-CG). Reben el nom de Jihad Ahmed Jibril, fill del fundador del FPAP-CG Ahmed Jibril i antic cap de les brigades, que va morir en un atemptat amb cotxe bomba a Beirut el 2002. El seu emblema és la bandera del FPAP-CG en blanc i negre.

## Història
Originalment, es va formar com a branca paramilitar del FPAP-CG, fundada el 1969 com a escissió del Front Popular per a l'Alliberament de Palestina (FPAP) arran de la negativa de Jibril a la marxització del FPAP.
Les brigades van participar en el conflicte del Sud del Líban, juntament amb Hezbol·là, el Front de Resistència Nacional Libanès i el moviment Amal contra les forces armades israelianes i els seus col·laboradors de l'Exèrcit del Sud del Líban. Al mateix temps, el FPAP-CG es va aliar obertament amb Hezbol·là.
El 2008, les brigades van disparar coets contra la ciutat israeliana de Netivot. Les brigades entrenen amb les seves pròpies armes i tenen fabricants d'explosius i míssils. Encara que seculars en obediència, es van apropar a Hamàs a la dècada de 2000, però se'n van allunyar a la dècada de 2010 després de la Guerra Civil siriana. No obstant això, es mantenen actius a la Franja de Gaza.
Han participat activament a la guerra civil siriana, al costat del govern baasista sirià, i s'han enfrontat notablement amb l'Exèrcit Lliure de Síria, el grup islamista palestí pro-rebel Aknaf Bait al-Maqdis i Estat Islàmic durant la batalla del camp de Yarmouk. Es creu que uns 400 membres del FPAP-CG van morir durant la guerra civil siriana.
També han participat activament en l'entrenament conjunt a la Franja de Gaza amb altres faccions palestines, com, per exemple, Gihad Islàmic palestí, malgrat les seves diferències ideològiques. Les seves forces van participar en l' atac de Hamàs contra Israel del 2023, que va desencadenar la guerra en curs entre Israel i Gaza.